# Tupković Gornji
Tupković Gornji (en cyrillique : Тупковић Горњи) est un village de Bosnie-Herzégovine. Il est situé dans la municipalité de Živinice, dans le canton de Tuzla et dans la fédération de Bosnie-et-Herzégovine. Selon les premiers résultats du recensement bosnien de 2013, il compte 1 389 habitants.

## Géographie
Le village est situé sur les bords de la rivière Culjaga.

## Démographie

### Évolution historique de la population dans la localité
| 1948 | 1953 | 1961  | 1971  | 1981  | 1991  | 2013  |
| ---- | ---- | ----- | ----- | ----- | ----- | ----- |
| -    | -    | 1 415 | 1 406 | 1 653 | 1 764 | 1 389 |

|  |